# Spirama aegrota
Spirama aegrota är en fjärilsart som beskrevs av Butler 1881. Spirama aegrota ingår i släktet Spirama och familjen nattflyn. Inga underarter finns listade i Catalogue of Life.

## Bildgalleri

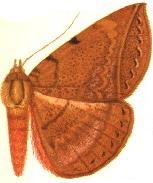